# Cerreto d'Esi
Cerreto d'Esi es una localidad y comune italiana de la provincia de Ancona, región de las Marcas, con 4005 habitantes.

## Evolución demográfica
| Gráfica de evolución demográfica de Cerreto d'Esi entre 1861 y 2001 |
|                                                                     |
| Fuente ISTAT - elaboración gráfica de Wikipedia                     |